# PACHI PACHI PARTY
「PACHI PACHI PARTY」（パチパチパーティー）は、戸松遥の11枚目のシングル。2013年7月10日にMusicRay'nから発売された。

## 概要
戸松のシングルとしては前作「Q&A リサイタル!」から約9か月ぶりのリリース。
タイトルの「PACHI PACHI PARTY」は、打ち合わせで「ブッ飛んだタイトル」にした方が良いということが話し合われたため、戸松自身タイトルを10個考え　その中でも特にサビの「はじけるパーティー」を擬音風にした「PACHI PACHI PARTY」が最もブッ飛んでいたことら同タイトルを採用するに至った。
テーマは「ザ・夏」だが、6thシングル「渚のSHOOTING STAR」の様な80年代テイストではなく「南国で弾ける今時のパーティー気分」に仕上がっているという。そのため曲調をサンバ風にしたりレコーディング時に「海で弾ける若者たち」を思い浮かべたという。前向きでハイテンションな曲であるものの、似た様な曲調にありがちなDメロでの立ち止まりがないため常にハイテンションを維持した構成になっている。
PVは、戸松が幼少時の夢であったアイスクリームショップの店員に扮する内容で、客役には子供も数名参加している。ちなみに衣装は撮影当日に決めたという。
シングルは初回限定盤（SMCL-300/1）と通常盤（SMCL-302）の2種リリースで、初回限定盤には本曲のPVを収録したDVDが同梱されている。
シングルの2曲目「Tomorrow」は、日本の夏の夕暮れを意識したバラードソングで、イントロにはセミの鳴き声が、歌詞には戸松と重なるフレーズがそれぞれ盛り込まれているという。

## 収録曲
| #         | タイトル                              | 作詞      | 作曲      | 編曲      | 時間  |
| --------- | ------------------------------------- | --------- | --------- | --------- | ----- |
| 1.        | 「PACHI PACHI PARTY」                 | 古屋真    | ZENTA     | 古川貴浩  | 4:12  |
| 2.        | 「Tomorrow」                          | 大沢圭一  | 大沢圭一  | 籠島裕昌  | 5:26  |
| 3.        | 「PACHI PACHI PARTY（Instrumental）」 |           |           |           |       |
| 合計時間: | 合計時間:                             | 合計時間: | 合計時間: | 合計時間: | 13:51 |

| #  | タイトル                                   | 作詞 | 作曲・編曲 |
| -- | ------------------------------------------ | ---- | ---------- |
| 1. | 「PACHI PACHI PARTY」(Music Clip)          |      |            |
| 2. | 「PACHI PACHI PARTY」(TV Spot 15sec+30sec) |      |            |

## 収録アルバム
| 曲名              | 収録アルバム        | 発売日        | 備考                  |
| ----------------- | ------------------- | ------------- | --------------------- |
| PACHI PACHI PARTY | 『Harukarisk*Land』 | 2015年3月18日 | 3rdオリジナルアルバム |
| Tomorrow          | 『Harukarisk*Land』 | 2015年3月18日 | 3rdオリジナルアルバム |